# Bílé památky Vladimiru a Suzdalu
Bílé památky Vladimiru a Suzdalu (rusky Белокаменные памятники Владимира и Суздаля) je souhrnný název, pod kterým UNESCO roku 1992 zaneslo na seznam světového dědictví středověké architektonické památky měst Vladimir a Suzdal a přilehlých obcí Bogoljubovo a Kidekša. Tyto objekty vznikaly ve 12. a 13. století z místního bílého vápence, jsou proto označovány za bílé či bělokamenné.
Na seznam světového dědictví se tyto objekty dostaly jakožto mistrovské dílo lidského tvůrčího génia a významné doklady stavitelství Kyjevské Rusi 12. a 13. století. Jsou vynikajícím dokladem architektonického souboru, který ilustruje dané období lidské historie. Zvláště organizace UNESCO vyzdvihuje chrám Zesnutí přesvaté Bohorodice a chrám svatého Dmitrije ze Soluně ve Vladimiru.
V následující tabulce je přehled památek, zahrnutých na seznam světového dědictví. Mezi další bělokamenné památky Vladimiru, Suzdalu a okolí, které se na seznam nedostaly, patří chrám Proměnění Páně v Pereslavlu-Zalesském (1152-1156), chrám svatého Jiří v Jurjevu-Polském (30. léta 13. století), Pokrovský klášter v Suzdalu a Kněžnin klášter ve Vladimiru (oba z počátku 16. století).
| Číslo   | Obrázek | Obec        | Český název                       | Původní název              |
| ------- | ------- | ----------- | --------------------------------- | -------------------------- |
| 633-001 |         | Vladimir    | Chrám Zesnutí přesvaté Bohorodice | Успенский собор            |
| 633-002 |         | Vladimir    | Zlatá brána                       | Золотые ворота             |
| 633-003 |         | Bogoljubovo | Hrad Andreje Bogoljubského        | Дворец Андрея Боголюбского |
| 633-004 |         | Bogoljubovo | Chrám Pokrovu na Něrli            | Церковь Покрова на Нерли   |
| 633-005 |         | Vladimir    | Chrám svatého Dmitrije ze Soluně  | Дмитриевский собор         |
| 633-006 |         | Suzdal      | Suzdalský kreml                   | Суздальский кремль         |
| 633-007 |         | Suzdal      | Spaso-Jevfimijův klášter          | Спасо-Евфимиев монастырь   |
| 633-008 |         | Kidekša     | Chrám svatých Borise a Gleba      | Церковь Бориса и Глеба     |